# KOD (méthode)
 (mars 2019).
- Si vous ne connaissez pas le sujet, laissez ce bandeau (vous pouvez alors contacter les auteurs).
- Si vous supprimez le contenu mis en cause (vous pouvez préalablement contacter les auteurs),

argumentez précisément cette suppression dans la page de discussion
(un manque de référence n'est pas un argument ; une recherche réelle de référence doit avoir été effectuée, être formellement documentée).
Pour les articles homonymes, voir KOD.
Le Knowledge Oriented Design (KOD) est une méthode de gestion des connaissances déposée par CISI ingénierie et développée par l'anthropologue Claude Vogel en 1988 dans le cadre de l'activité Intelligence Artificielle,. Elle a pour but essentiel la modélisation de l'expertise. Cette méthode a longtemps concurrencé l'approche KADS, bien qu'elle soit très différente mais l'utilisation d'un jargon difficile à maîtriser a contribué à son abandon en pratique.
Elle se base sur une analyse systématique du texte et permet de générer un système à base de connaissance.
KOD propose d'effectuer un procès d'élicitation et de réduction de la connaissance autour de trois modèles : pratique, cognitif et informatique. Ces trois modèles sont ensuite croisés avec trois paradigmes : représentation, action et interprétation.